# Akkermans (bedrijf)
Akkermans is een zogenaamde carrosserier uit Oud Gastel en maakt voornamelijk ambulances, bestelauto's voor personenvervoer en andere specialistische voertuigen. In het verleden heeft men ook een aantal auto's gemaakt, op basis van de merken DKW en Volkswagen. Het bedrijf bestaat al sinds 1811.